# アリーナ・フェルナンデス・リベルタ

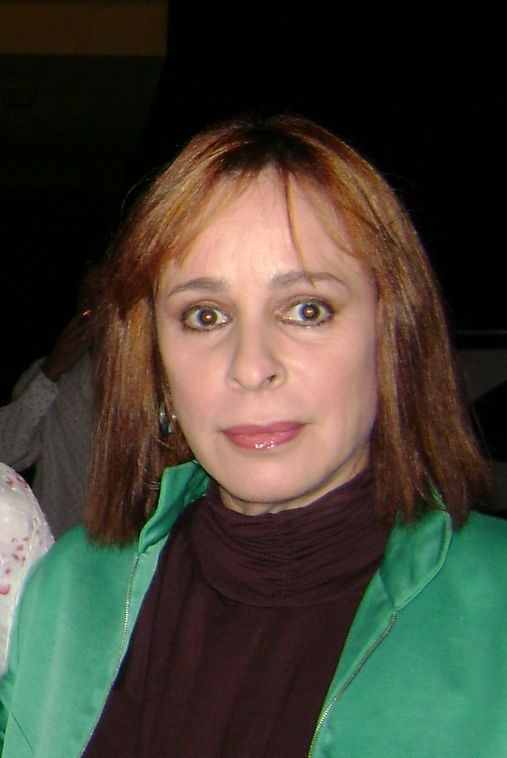
アリーナ・フェルナンデス・リベルタ

アリーナ・フェルナンデス・リベルタ（Alina Fernández Revuelta, 1956年3月19日 - ）は、アメリカ合衆国在住の政治評論家、アナウンサー。元ファッションモデル。

## 概要
キューバに生まれる。母はナタリア・リベルタで、フィデル・カストロとの間の娘と称している。母はフィデルとの関係は認めているが、アリーナの父親がフィデルであることを否定しており、アリーナの実父は不明である。また、アリーナが生まれる前に母とフィデルの最初の配偶者との結婚中に不倫関係にあったのを双方とも認めているが、結婚はしておらず、後に2人ともに別の相手と再婚している。
キューバ国内では、ファッションモデルや広報の仕事をしてきたが、1993年12月21日に偽造パスポートを使いスペインへ亡命した。その後はアメリカのマイアミに移り、ラジオ番組に出演、バラエティ番組のアナウンサーほか、政治関連の番組ではキューバの政治に対する批評（カストロに対する批判も含む）を行った。